# El Caballete, Bella Vista
El Caballete är en ort i Mexiko.   Den ligger i kommunen Bella Vista och delstaten Chiapas, i den sydöstra delen av landet, 800 km sydost om huvudstaden Mexico City. El Caballete ligger 1 654 meter över havet och antalet invånare är 188.
Terrängen runt El Caballete är huvudsakligen bergig, men åt sydväst är den kuperad. Runt El Caballete är det ganska tätbefolkat, med 80 invånare per kvadratkilometer. Närmaste större samhälle är Frontera Comalapa, 12,3 km nordost om El Caballete. I omgivningarna runt El Caballete växer huvudsakligen savannskog.